# Caseya heteropa
Caseya heteropa är en mångfotingart som beskrevs av Cook och Collins 1895. Caseya heteropa ingår i släktet Caseya och familjen Caseyidae.

## Underarter
Arten delas in i följande underarter:
- C. h. disjuncta
- C. h. heteropa
- C. h. montana
- C. h. oraria